# Carex ivanoviae
Espèce
Classification phylogénétique
Carex ivanoviae est une espèce des plantes du genre Carex et de la famille des Cyperaceae.